# WWE European Championship
WWE European Championship – nieaktywny tytuł mistrzowski profesjonalnego wrestlingu, stworzony i promowany przez federację World Wrestling Entertainment (poprzednio World Wrestling Federation). W późniejszych latach 90. i początku XXI wieku, trzech wrestlerów posiadało European i WWE Intercontinental Championship w jednym czasie, wskutek czego byli określani jako posiadacze "Eurocontinental Championship".
Wprowadzony w 1997 jako "WWF European Championship", tytuł był zawieszony na trzy miesiące w 1999, kiedy to ówczesny mistrz Shane McMahon "odszedł na emeryturę jako niepokonany właściciel mistrzostwa". Tytuł został ostatecznie zunifikowany z WWE Intercontinental Championship w lipcu 2002 przez Roba Van Dama. Pomimo nazwy, tylko dwóch wrestlerów z Europy posiadało owo mistrzostwo, a byli to The British Bulldog (inauguracyjny mistrz) i William Regal. Był on jednym z ważnych tytułów mistrzowskich podczas tzw. Attitude Ery, gdzie posiadali go m.in. Shawn Michaels, Triple H, Chris Jericho, Owen Hart, Eddie Guerrero i inni. Tytuł broniono tylko raz w walce wieczoru na gali One Night Only w 1997.

## Historia
WWE European Championship był oryginalnie znany jako World Wrestling Federation (WWF) European Championship. Został on wprowadzony w 1997, gdzie The British Bulldog stał się jego pierwszym posiadaczem wygrywając turniej, który odbył się podczas kilku gal w Niemczech; w finale pokonał Owena Harta. Kilka miesięcy później stracił tytuł na rzecz Shawna Michaelsa, który zdobywając go stał się pierwszym Grand Slam Championem w federacji. Michaels jest również jedynym wrestlerem, który posiadał WWF Championship i European Championship w jednym momencie.
Po wygraniu European Championship, D’Lo Brown i Al Snow podczas swoich panowań byli zapowiadani z różnych części Europy. Podczas panowania Snowa, on i jego maskotka "Head" ubierali się stereotypowo-etnicznie odpowiednie dla danego kraju z którego byli zapowiadani, lecz nie zawsze było to zgodne politycznie czy geograficznie. Tytuł został porzucony w kwietniu 1999, kiedy to mistrz Shane McMahon postanowił "odejść na emeryturę jako niepokonany mistrz". McMahon przywrócił mistrzostwo kilka miesięcy później i podarował go Mideonowi, kiedy to wedle scenariusza znalazł go w torbie i spytał czy może go sobie zabrać.

### Eurocontinental Championship
Termin "Eurocontinental Champion" jest połączeniem wyrazów European i Intercontinental. Używany był do określenia wrestlerów, którzy posiadali oba tytuły w jednym momencie. Trzech wrestlerów miało szansę posiadać je w jednym czasie. Pierwszym był D’Lo Brown, który pokonał Mideona o European Championship na gali Fully Loaded 1999, zaś dwie doby później na nagraniach Raw is War pokonał Jeffa Jarretta o Intercontinental Championship. Miesiąc później na gali SummerSlam, Jarrett pokonał Browna zdobywając oba tytuły i stając się drugim Eurocontinental Championem.
10 lutego 2000 na tygodniówce SmackDown!, Kurt Angle pokonał Val Venisa zdobywając European Championship. 17 dni później na gali No Way Out, Angle pokonał Chrisa Jericho o Intercontinental Championship i stał się trzecim posiadaczem równocześnie obu tytułów. Angle trzymał je do WrestleManii 2000, gdzie zawalczył z Jericho i Chrisem Benoit w two-fall triple threat matchu o oba tytuły. Stracił oba mistrzostwa, gdyż Benoit pokonał Jericho przy pierwszym przypięciu o Intercontinental Championship, zaś Jericho zaliczył drugie przypięcie na Chrisie Benoit zdobywając European Championship.

### Unifikacja
W maju 2002, WWF zostało przemianowane na WWE (World Wrestling Intertainment), wskutek czego zmieniono również akronim w nazwie tytułu. Nie zaktualizowano jednak wyglądu pasa mistrzowskiego (zmiana loga WWF na WWE), gdyż WWE European Championship został zunifikowany z WWE Intercontinental Championship 22 lipca 2002. Intercontinental Champion Rob Van Dam pokonał European Championa Jeffa Hardy’ego w ladder matchu, stając się jego ostatnim posiadaczem.

## Panowania
The British Bulldog był pierwszym mistrzem i jego panowanie trwało najdłużej, 206 dni. William Regal i D’Lo Brown mieli tytuł najwięcej, po cztery razy.
Najkrótsze panowania zaliczyli Jeff Jarrett i Chris Jericho, którzy mieli mistrzostwo około doby. Jeff Jarrett pokonał D’Lo Browna o European Championship (na szali był również Intercontinental Championship) na gali SummerSlam 1999 (około godziny 20:00 czasu miejskiego), a noc później na Raw is War podarował go Markowi Henry’emu (około godziny 22:00). Chris Jericho pokonał Kurta Angle w triple threat matchu na WrestleManii 2000 (przypinając Chrisa Benoit o godzinie 22:00) i stracił go na rzecz Eddiego Guerrero na tygodniówce Raw is War o godzinie 21:00. Jeff Hardy był najmłodszym mistrzem, zdobywając tytuł w wieku 24 lat, zaś Diamond Dallas Page był najstarszym i zdobył go w wieku 46 lat.

## Inne media
Mistrzostwo pojawiło się w grach WWF No Mercy, WWE Wrestlemania X8, WWE SmackDown! Shut Your Mouth, WWE '12, WWE '13, WWE 2K14, WWE 2K15, WWE 2K16 i WWE 2K17.